# Рама (народ)
Рама — малочисленный (менее 1000 человек) центральноамериканский индейский народ, относящийся к группе чибча и проживающий в городе Рама (Никарагуа) и на западном побережье Карибского моря. Язык рама практически вытеснен креолизованным английским, небольшая часть населения рама говорит на языке мискито и испанском. Наряду с традиционными верованиями, рама исповедуют протестантизм («моравские братья»).
Традиционные занятия народа рама — это ручное подсечно-огневое земледелие (батат, фасоль, бананы, кукуруза, сахарный тростник, сладкий маниок, персиковая пальма), охота, собирательство, рыболовство, разводят свиней, кур, индеек. Мужчины в основном работают по найму, женщины делают сувениры на продажу.
Представители народа рама живут большими полигинными семьями (квинбалут, кзима), живущие в больших домах. Община состоит из двух ритуальных половин, во главе которых стоит совет из лидеров.
В религии рама сохранились традиционные обряды и шаманство.